# Elena Sokolova (natation)
Elena Petrovna Sokolova (en russe : Елена Петровна Соколова), née le 20 janvier 1991 à Mikhaïlovka, est une nageuse russe spécialiste des épreuves de nage libre.

## Palmarès

### Jeux olympiques
| Épreuve / Édition         | Pékin 2008                   | Londres 2012                 |
| 400 mètres nage libre     |                              | 25e des séries 4 min 12 s 20 |
| 800 mètres nage libre     | 6e 8 min 29 s 79             | 26e des séries 8 min 42 s 73 |
| 4 × 100 mètres nage libre | 12e des séries 3 min 42 s 52 |                              |
| 4 × 200 mètres nage libre |                              | 15e des séries               |

### Championnats du monde

#### En petit bassin
- Championnats du monde 2012 à Istanbul ( Turquie) :
  -  Médaille d'argent au titre du relais 4 × 200 m nage libre.